# Castelu (localidad)
Castelu (antiguamente Chiostel) es una localidad rumana de la comuna homónima, en el condado de Constanța.

## Toponimia
El antiguo nombre del lugar puede encontrarse escrito con grafías como Chiostel y Kiostel. Pasó a llamarse Castelu.

## Historia
Hacia comienzos del siglo XX, la localidad, que ya por entonces pertenecía al condado de Constanța, formaba parte de la comuna de Alacapî.
En la segunda mitad del siglo XX la localidad había pasado a formar parte de la comuna homónima de Castelu. En el censo de 2021 la localidad tenía una población de 3332 habitantes.